# Episodi de L'ispettore Dalgliesh (prima stagione)
La prima stagione della serie televisiva L'ispettore Dalgliesh, composta da 6 episodi, è stata distribuita in prima visione assoluta da Acorn TV dal 1º al 15 novembre 2021; è stata poi trasmessa in prima visione nel Regno Unito da Channel 5 dal 4 al 19 novembre 2021.
In Italia è stata trasmessa in prima visione da Sky Investigation dal 16 al 30 settembre 2022.
| nº | Titolo originale         | Titolo italiano                        | Pubblicazione UK | Prima TV UK      | Prima TV Italia   |
| -- | ------------------------ | -------------------------------------- | ---------------- | ---------------- | ----------------- |
| 1  | Shroud for a Nightingale | Un sudario per un'infermiera - Parte 1 | 1º novembre 2021 | 4 novembre 2021  | 16 settembre 2022 |
| 2  | Shroud for a Nightingale | Un sudario per un'infermiera - Parte 2 | 1º novembre 2021 | 5 novembre 2021  | 16 settembre 2022 |
| 3  | The Black Tower          | La Torre Nera - Parte 1                | 8 novembre 2021  | 11 novembre 2021 | 23 settembre 2022 |
| 4  | The Black Tower          | La Torre Nera - Parte 2                | 8 novembre 2021  | 12 novembre 2021 | 23 settembre 2022 |
| 5  | A Taste for Death        | Il gusto della morte - Parte 1         | 15 novembre 2021 | 18 novembre 2021 | 30 settembre 2022 |
| 6  | A Taste for Death        | Il gusto della morte - Parte 2         | 15 novembre 2021 | 19 novembre 2021 | 30 settembre 2022 |

## Un sudario per un'infermiera
- Titolo originale: Shroud for a Nightingale
- Diretto da: Jill Robertson
- Scritto da: Helen Edmundson

### Trama
L'ispettore capo Adam Dalgliesh viene chiamato a investigare sull'omicidio di una studentessa presso la scuola per infermiere "Nightingale House". Il caso inizia con un presunto avvelenamento, ma si trasforma rapidamente in una caccia all'assassino quando viene scoperto un secondo cadavere all'interno della scuola.

## La Torre Nera
- Titolo originale: The Black Tower
- Diretto da: Andy Tohill e Ryan Tohill
- Scritto da: Stephen Greenhorn

### Trama
In questo caso, Dalgliesh indaga su una serie di morti sospette in una misteriosa casa per disabili. La trama si sviluppa attorno alle dinamiche interne della struttura e ai segreti nascosti dei suoi abitanti, portando l'ispettore a confrontarsi con le profondità più oscure della psiche umana.

## Il gusto della morte
- Titolo originale: A Taste for Death
- Diretto da: Lisa Clarke
- Scritto da: Helen Edmundson

### Trama
L'ispettore è chiamato a risolvere l'omicidio di un senzatetto e di un deputato Tory recentemente dimessosi, trovati con la gola tagliata in una chiesa londinese. Le indagini rivelano connessioni inaspettate tra le vittime e svelano una rete di intrighi politici e personali.